# Cylindromyrmex escobari
Cylindromyrmex escobari é uma espécie de inseto do gênero Cylindromyrmex, pertencente à família Formicidae.